# Nicetes de Serres
Nicetes de Serres (Nicetas, Νικήτας) va ser un religiós romà d'Orient, arquebisbe de Serres (Serrae) a Macedònia, i més tard d'Heraclea Lincestis. Va viure al segle xi. Ocasionalment ha estat confós amb Nicetes Paflagó.
Va escriure: 
- Commentarii in Gregor. Nazianzeni Tetrasticha et Monosticha (podria ser obra de Nicetes Paflagó)
- Responsa Canonica ad Interrogationes cujusdam Constantini Episcopi
- Catena in Jonum
- Catenae in Lucam, Matthaeum aliosque